# Q-код
Q-код (Кю-код, Щ-код) — международный трёхбуквенный код, используемый в различных видах связи. Стандартизирован Международным союзом электросвязи (ITU) в 1912 году и получил широкое распространение. Наиболее часто используется в радиосвязи при передаче азбукой Морзе, а также в телетайпной связи, реже — при голосовой радиосвязи.
Код представляет собой сочетания из трех букв, всегда начинающихся с буквы Q (кириллический телеграфный аналог — Щ). Каждое сочетание заменяет какую либо фразу, наиболее часто используемую при радиообмене. В конце кода может добавляться знак вопроса, если фраза носит вопросительный характер, либо числовое значение какого либо параметра (например уровень разборчивости сигнала в баллах и т. п.). Применение кода позволяет преодолеть межязыковый барьер радиооператоров, а также ускоряет передачу и повышает её разборчивость в условиях помех.
В войсках связи Вооружённых сил СССР Q-коды назывались Щ-кодами, так как кириллической букве «Щ» и латинской «Q» соответствует один и тот же код азбуки Морзе.

## История
Впервые Q-коды были приняты британским правительством для телеграфной радиосвязи между судами и береговыми станциями в 1909 году. Удобство использования коротких лаконичных сообщений, понятных на всех языках мира, способствовало распространению этой системы сокращений. Первый международный список из 35 Q-кодов был принят на Третьей всемирной конференции по радиотелеграфии 5 июля 1912 года и вступил в силу с 1 июля 1913 г.
Позднее коды начали использоваться в гражданской авиации и в любительской радиосвязи, а с развитием телефонии проникли и в телефонный радиообмен.

В результате сложилась классификация Q-кодов по группам:
- QAA-QNZ — коды, используемые в авиации;
- QOA-QQZ — коды, используемые в морской связи;
- QRA-QUZ — коды общего применения.

Группа кодов QVA-QZZ не используется.
В связи с широким распространением Q-кодов, для исключения неоднозначности, Международный союз электросвязи принял решение не применять позывные сигналы радиостанций, начинающиеся с буквы «Q».
В радиолюбительском движении Q-код используется не только в радиосвязи, но и в названиях радиолюбительских изданий и сайтов интернета, например QST, CQ-QRP, QRZ.ru.

## Применение
Q-код не является секретным и часто используется вместе с кодовыми выражениями радиожаргона. Многим выражениям Q-кода, помимо информационного, можно придать утвердительный, отрицательный или вопросительный смысл, а также дополнить уточняющей информацией. Для этого непосредственно за кодом передается соответствующее выражение радиожаргона, знак вопроса либо какое-то числовое значение, позывной и т. п. Например:
- QRM (ЩРМ) — «Ваша передача подвергается помехам» (информационный);
- QRM C (ЩРМ Ц) — «Да. Ваша передача подвергается помехам» (утвердительный);
- QRM NO (ЩРМ НО) — «Ваша передача не подвергается помехам» (отрицательный);
- QRM? (ЩРМ?) — «Подвергается ли моя передача помехам?» (вопросительный);
- QRM4 (ЩРМ4) — «Ваша передача подвергается сильным помехам» (дополнен уровень помех в баллах по пятибальной шкале).

В телефонной связи код «С» может произноситься как «Charlie» а знак вопроса заменяться выражением «RQ» (производная от английского request), произносится как «Ар-кью» либо «Roger Quebec».
На практике из всего пула в 546 кодов (без групп QVA-QZZ), определено, по разным источникам, около 250, но активно используется из них только небольшая часть, большинство же
кодов, являющихся малоупотребительными или устаревшими, следует использовать только при уверенности, что они будут понятны операторам связи. Употребительность кодов зависит также от области связи, где они используются.
В настоящее время наиболее активно Q-код используют радиолюбители. Наиболее употребительные радиолюбительские Q-коды:
- QSL — Можете ли вы подтвердить приём? / Ваш приём подтверждаю.
- QSB — замирания сигналов
- QRZ — кто меня вызывает?
- QSO — радиосвязь
- QRM — помехи от других станций
- QTH — местоположение своей станции
- QSY — переход на другую частоту
- QRV — Готовы ли вы? / Я готов
- QRO — станция большой мощности
- QRT[3] — прекращение передачи
- QRL — Заняты ли вы? / Я занят, прошу не мешать
- QSX — слушать на указанной частоте
- QRP[4] — станция малой мощности
- QRN[5] — атмосферные помехи.

В то же время в системах авиационной радиосвязи и метеоинформации (ATIS, ВОЛМЕТ, Метеосправка и т. п.) можно часто встретить коды QNH, QFE, QNE, практически не используемые радиолюбителями.

## Краткий словарь Q-кодов
| Код  | Со знаком «?»                                                                             | Без знака «?»                                                |
| ---- | ----------------------------------------------------------------------------------------- | ------------------------------------------------------------ |
| QAP  | Должен ли я слушать … на … кГц (МГц)?                                                     | Слушайте … на … кГц (МГц)                                    |
| QCX  | Какой ваш полный позывной?                                                                | Вы работаете неверными позывными, проверьте                  |
| QCZ  |                                                                                           | Вы нарушаете правила радиообмена                             |
| QDM  | Сообщите мой курс при нулевом ветре                                                       | Мой курс при нулевом ветре …                                 |
| QDR  | Сообщите мой магнитный пеленг                                                             | Магнитный пеленг …                                           |
| QDW  | Должен ли я перейти на запасную частоту?                                                  | Перейдите на запасную частоту                                |
| QGE  | Какое точное расстояние?                                                                  | Точное расстояние …                                          |
| QIF  | Должен ли я передавать на … кГц (МГц)?                                                    | Передавайте на … кГц (МГц)                                   |
| QLK  | Должен ли я быстрее реагировать на ваши запросы?                                          | Реагируйте быстрее на мои запросы                            |
| QOD8 | Можете ли вы работать на русском языке?                                                   | Я могу работать на русском языке                             |
| QRA  | Как называется ваша станция?                                                              | Моя станция называется …                                     |
| QRB  | На каком приблизительно расстоянии Вы находитесь от моей станции?                         | Приблизительное расстояние между нашими станциями равно … км |
| QRD  | Откуда и куда вы идёте?                                                                   | Я иду из … в …                                               |
| QRG  | Сообщите мне точную частоту                                                               | Ваша точная частота … кГц (МГц)                              |
| QRH  | Меняется ли моя частота?                                                                  | Ваша частота меняется                                        |
| QRI  | Каков тон моей передачи?                                                                  | Тон вашей передачи …                                         |
| QRJ  | Стабилен ли мой сигнал?                                                                   | Ваш сигнал нестабилен                                        |
| QRK  | Какова разборчивость моих сигналов?                                                       | Разборчивость ваших сигналов …                               |
| QRL  | Заняты ли вы?                                                                             | Я занят, прошу не мешать                                     |
| QRM  | Испытываете ли вы помехи от других станций?                                               | Я испытываю помехи от других станций                         |
| QRN  | Мешают ли вам атмосферные помехи?                                                         | Мне мешают атмосферные помехи                                |
| QRO  | Должен ли я увеличить мощность передатчика?                                               | Увеличьте мощность передатчика                               |
| QRP  | Должен ли я уменьшить мощность передатчика?                                               | Уменьшите мощность передатчика                               |
| QRQ  | Должен ли я передавать быстрее?                                                           | Передавайте быстрее                                          |
| QRS  | Должен ли я передавать медленнее?                                                         | Передавайте медленнее                                        |
| QRT  | Должен ли я прекратить передачу?                                                          | Прекратите передачу                                          |
| QRU  | Есть ли у вас что-нибудь для меня?                                                        | У меня ничего для вас нет                                    |
| QRV  | Готовы ли вы?                                                                             | Я готов                                                      |
| QRW  | Должен ли я сообщить … что вы вызываете его на … кГц (МГц)?                               | Пожалуйста, сообщите … что я вызываю его на … кГц (МГц)      |
| QRX  | Когда вы вызовете меня снова?                                                             | Подождите, я вызову вас снова                                |
| QRY  | Какая моя очередь?                                                                        | Ваша очередь …                                               |
| QRZ  | Кто меня вызывает?                                                                        | Вас вызывает …                                               |
| QSA  | Какой силы мои сигналы?                                                                   | Сила ваших сигналов …                                        |
| QSB  | Замирают ли мои сигналы?                                                                  | Ваши сигналы замирают                                        |
| QSC  | Ваша станция с малым обменом?                                                             | Моя станция с малым обменом                                  |
| QSD  | Имеет ли моя манипуляция дефекты?                                                         | Ваша манипуляция имеет дефекты                               |
| QSG  | Сколько сообщений вы передали?                                                            | Я передал … сообщений                                        |
| QSK  | Можете ли вы слышать меня в паузах между своими сигналами?                                | Я могу вас слышать в паузах между своими сигналами           |
| QSL  | Можете ли вы подтвердить приём?                                                           | Ваш приём подтверждаю                                        |
| QSM  | Должен ли я повторить последнее сообщение?                                                | Повторите последнее сообщение                                |
| QSN  | Слышали ли вы меня на …?                                                                  | Я вас слышал на … кГц (МГц)                                  |
| QSO  | Можете ли вы связаться с … непосредственно?                                               | Я могу связаться с … непосредственно                         |
| QSP  | Можете ли вы передать …?                                                                  | Я могу передать …                                            |
| QSQ  | Имеете ли вы на борту врача?                                                              | Я имею на борту врача                                        |
| QSS  | Будете ли вы работать на … кГц (МГц)?                                                     | Я буду работать на … кГц (МГц)                               |
| QST  | Могу ли я работать телефоном?                                                             | Я вас слышу, работайте телефоном                             |
| QSU  | Должен ли я работать на … кГц (МГц)?                                                      | Работайте на … кГц (МГц)                                     |
| QSV  | Можете ли вы дать настройку?                                                              | Даю настройку                                                |
| QSW  | Должен ли я передавать на данной частоте?                                                 | Передавайте на данной частоте                                |
| QSX  | Слушаете ли вы … на … кГц (МГц)                                                           | Я слушаю … на … кГц (МГц)                                    |
| QSY  | Должен ли я перейти на другую частоту?                                                    | Перейдите на другую частоту                                  |
| QSZ  | Передавать каждую группу несколько раз?                                                   | Передавайте каждую группу по … раза                          |
| QTA  | Аннулировать радиограмму?                                                                 | Аннулируйте радиограмму                                      |
| QTB  |                                                                                           | Подтверждаю количество слов в сообщении                      |
| QTC  | Имеется ли у вас сообщение?                                                               | У меня имеется для вас сообщение                             |
| QTE  | Сообщите мой пеленг относительно вас                                                      | Ваш пеленг относительно меня …                               |
| QTF  | Сообщите моё местонахождение?                                                             | Ваше местонахождение …                                       |
| QTH  | Сообщите ваши координаты                                                                  | Я нахожусь …                                                 |
| QTI  | Сообщите ваш истинный курс                                                                | Мой истинный курс …                                          |
| QTJ  | Сообщите вашу скорость                                                                    | Моя скорость …                                               |
| QTK  | Сообщите точное время                                                                     | Точное время …                                               |
| QTL  | Сообщите ваше истинное направление                                                        | Моё истинное направление …                                   |
| QTO  | Из какого порта вы вышли?                                                                 | Я вышел из порта …                                           |
| QTP  | В какой порт вы будете заходить?                                                          | Я захожу в порт …                                            |
| QTR  | Сообщите точное время                                                                     | Точное время … часов                                         |
| QTU  | В какие часы работает ваша станция?                                                       | Моя станция работает от … до …                               |
| QTV  | Должен ли я обеспечить дежурство вместо вас на … кГц (МГц)                                | Обеспечьте вместо меня дежурство на … кГц (МГц)              |
| QTX  | Будете ли вы на приёме для дальнейшей связи со мной до получения известий (или до … час)? | Я буду на приёме до получения известия (или до … час)        |
| QUA  | Есть ли у вас известия от …?                                                              | У меня есть известия от …                                    |
| QUD  | Получили ли вы сигнал срочности от …?                                                     | Я получил сигнал срочности от …                              |
| QUF  | Получили ли вы сигнал бедствия от …?                                                      | Я получил сигнал бедствия от …                               |
| QXS  | Должен ли я пригласить … к аппарату для переговоров?                                      | Пригласите … к аппарату для переговоров                      |
| QXX  | Должен ли я заменить оператора?                                                           | Замените оператора                                           |
| QYD  | Сообщите причину неответа в … час … мин                                                   | Причина неответа …                                           |

В настоящее время многие коды несколько изменили своё значение. Например, QRM и QRN передают без оценки в баллах; QSL означает также и карточку-квитанцию, подтверждающую факт связи; QRP в любительском радиообмене практически всегда означает не просьбу уменьшить мощность, а факт работы малой мощностью (не выше 5-10 Вт) и т. п.

## Специальные коды
Кроме выражений, касающихся собственно радиосвязи, Q-код включает сотни специфических выражений, применяемых в кораблевождении, управлении воздушным движением, метеослужбе, спасательной службе, радиопеленгации и т. д. Например, по советским правилам радиообмена:
- ЩЬМ — «Подготовьте обед для экипажа из стольких-то человек»;
- ЩКА — «Я спас людей и следую на базу, имея на борту столько-то человек»;
- ЩУЛ — «Волнение моря в указанном пункте такое-то (по 9-балльной шкале)»
- ЩСЦ — «Я грузовое судно»;
- ЩУЩ — «Направьте ваш прожектор вверх на облака, давая, если возможно, мигающий свет; когда мой самолёт будет виден или слышен, направьте луч против ветра на воду (землю) для облегчения моей посадки».

## Неофициальные коды
Любители используют неофициальные (жаргонные) выражения, произведенные от Q-кодов, например, QRPP означает работу предельно малой мощностью передатчика (1 Вт и меньше), QSLL — «я вышлю вам QSL-карточку, как только получу вашу».
Существуют также шуточные расширения официального кода, обычно понятные определённому кругу посвященных. Ими пользуются не столько в радиообмене, сколько в сопутствующих разговорах. Некоторые примеры:
| Код | Со знаком «?»                                                            | Без знака «?»                                       |
| --- | ------------------------------------------------------------------------ | --------------------------------------------------- |
| QBA | (англ. big antenna) Большая ли у вас антенна?                            | У меня большая-пребольшая антенна!                  |
| QBS | (англ. bird shit) У вас антенна залеплена птичьим пометом?               | Стряхните дерьмо с антенны и будете меня слышать.   |
| QDR | (англ. do you have receiver?) У вас есть приемник? (в ответ на «QRL?»)   | Да, черт возьми (англ. damn right), частота занята! |
| QEW | (англ. earwax) У вас уши забиты серой?                                   | Плохо слышу вас, уши забиты.                        |
| QKB | (англ. knobs) Сколько ручек управления у вашей радиостанции?             | У моей станции … ручек.                             |
| QKN | (англ. know how) А сколькими ручками вы умеете пользоваться?             | Я умею пользоваться … ручками.                      |
| QLF | (англ. left foot) Вы работаете на ключе левой ногой?                     | Я работаю на ключе левой ногой.                     |
| QRC | Вы жеватель тряпок? (англ. rag chewer — любитель вести долгие разговоры) | Осторожно, в эфире болтун.                          |
| QZZ | (англ. zzz имитация храпа) Это фон 60 Гц или вы храпите?                 | Я засыпаю у микрофона.                              |